# تقسیمات کشوری اوکراین
تقسیمات کشوری اوکراین (اوکراینی: Адміністративний устрій України، آوانگاری: Administratyvnyi ustrii Ukrainy) به چندین بخش اداری از جمله مناطق، استان‌ها (استان‌ها)، شهرهای دارای وضعیت ویژه و جمهوری خودمختار کریمه تقسیم می‌شود. در اینجا مروری بر تقسیمات اداری اوکراین است:

۱. **مناطق (Області)**: اوکراین به ۲۴ منطقه تقسیم شده است که به عنوان استان نیز شناخته می‌شود. هر منطقه بیشتر به مناطق کوچکتر تقسیم می‌شود.
1. **شهرهای دارای وضعیت ویژه**: چندین شهر در اوکراین وجود دارند که دارای وضعیت ویژه هستند، به این معنی که آنها جداگانه از مناطق اداره می‌شوند. از جمله این شهرها می‌توان به کی‌یف (پایتخت)، سواستوپول و غیره اشاره کرد.
2. **جمهوری خودمختار کریمه (Автономна Республіка Крим)**: کریمه واقع در بخش جنوبی اوکراین، دارای وضعیت خودمختار ویژه در داخل اوکراین است. این منظقه دارای جمعیت متنوعی است و دولت خاص خود را دارد.